# 슈웹스

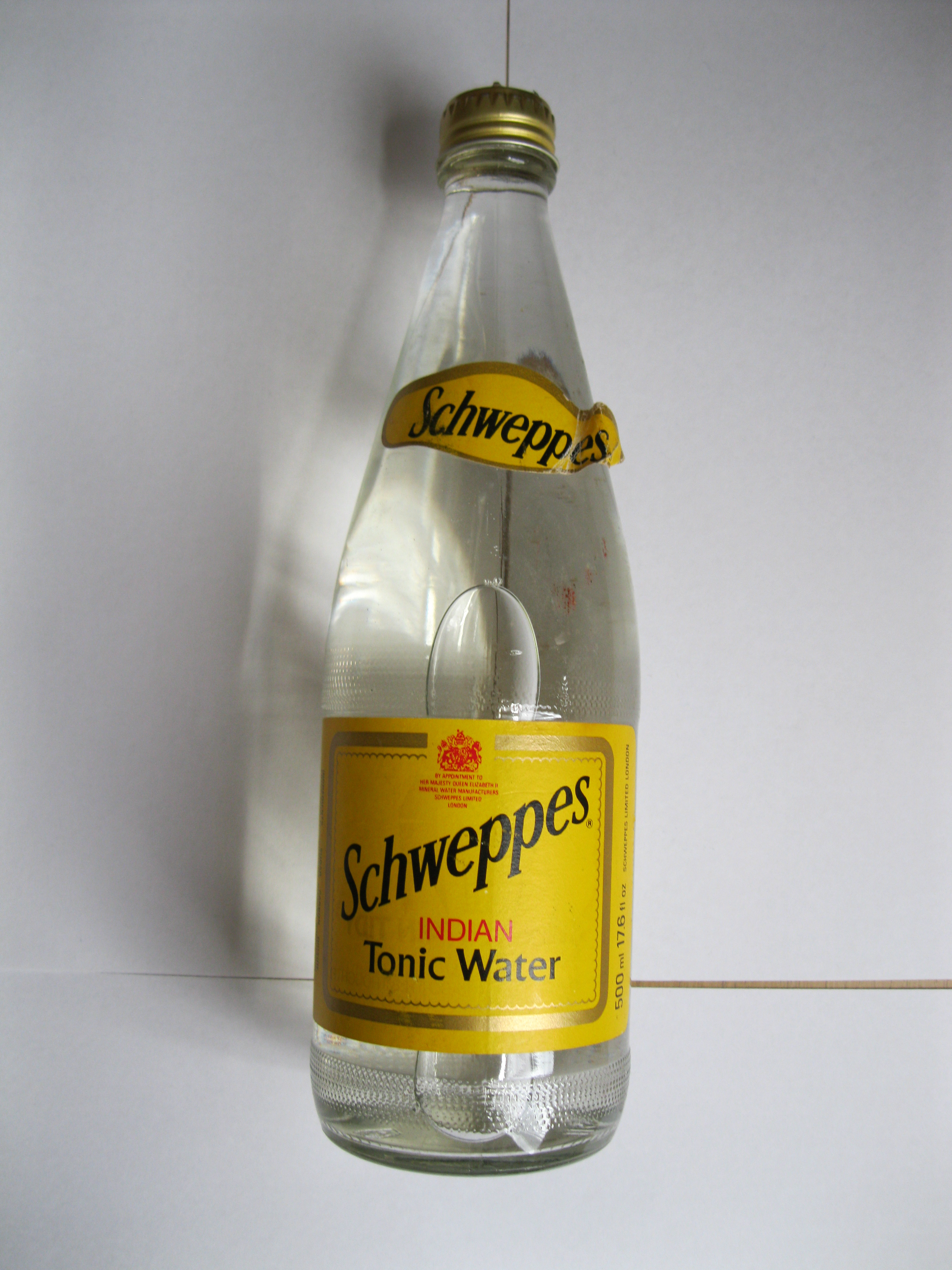
슈웹스 토닉 워터

슈웹스(Schweppes)는 전 세계에서 판매되는 음료 브랜드이며, 큐릭닥터페퍼(구 닥터페퍼 스내플 그룹)에서 나온다. 대한민국에서는 코카콜라음료가 2012년에 런칭하였으며, 브리티시 스타일/스파클링 음료로 분류된다. 그레이프토닉, 레몬토닉, 진저에일, 코스모폴리탄 맛이 있다.